# Carlos Bejarano
Carlos Andrés Bejarano Palacios (nascut el 29 de gener de 1985 a Quibdó, Colòmbia) és un futbolista colombià nacionalitzat equatoguineà, que actualment juga al Unión Magdalena i n'ocupa la posició de porter. Ha sigut internacional amb la selecció de futbol de Guinea Equatorial.

## Palmarès
- Copa Colòmbia: 1
  - 2008
- Lliga panamenya de futbol: 1
  - 2010
- Segona divisió de la lliga colombiana de futbol: 2
  - 2016, 2021